# Syrinx (Debussy)

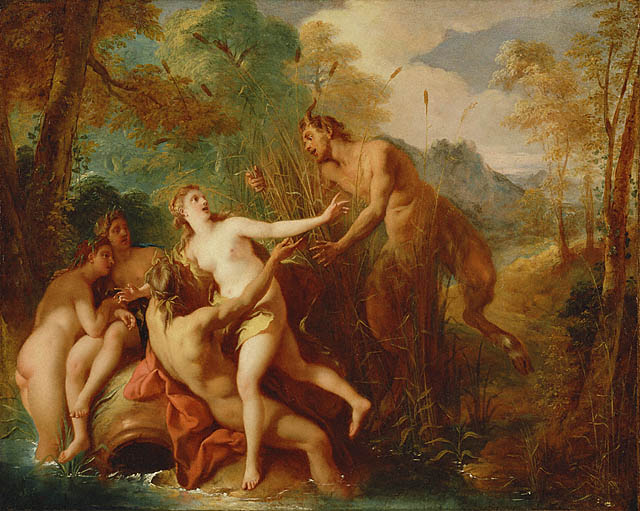
Pan et Syrinx, por Jean-François de Troy.

Syrinx es una pieza musical compuesta exclusivamente para solos de flauta, escrita por Claude Debussy en noviembre de 1913 (L. 129) e interpretada por primera vez el 1 de diciembre de 1913 por Louis Fleury en la casa de Louis Mors en París. Es considerada como una de las piezas fundamentales e indispensables en el repertorio de un flautista. Muchos historiadores de música creen que Syrinx, que da una gran libertad en cuanto a su interpretación, su emoción y sus sentimientos, es un punto de gran trascendencia en el desarrollo de los solos de flauta a principios del siglo XX. Syrinx es dedicada al flautista Louis Fleury, que guarda el manuscrito de la pieza durante años y logra mucho éxito con la pieza en muchos países. 
Más tarde, el flautista Marcel Moyse prepara la edición de la obra. Tiene una duración de unos tres minutos. 
La pieza, escrita en compás 3/4 y tono de re Bemol Mayor; tiene una forma en sección ternaria típica: AA´BA, pero la duración de sus compases son irregulares (8, 7, 10 y 10 compases, respectivamente. Su ritmo es irregular: "Si tocásemos este ritmo en un tambor seria incoherente, irreconocible; la pulsación subyacente marcada en un tambor demostraría que apenas sí hay dos tiempos que tengan duración igual" l. 
Syrinx es escrita como música incidental para la obra incompleta Psyché del escritor francés Gabriel Mourey. Concretamente, para acompañar la muerte de Pan. En julio de 1907 Gabriel Mourey le da a Debussy el libreto de una ópera basada en la historia de Tristán e Isolda. Ambos creen que el proyecto les llevaría años, pero ya hacia 1913 vieron que no llegarían a nada. Por tanto, Mourey pidió a Debussy que componga en su lugar música incidental para una nueva obra dramática en tres actos basada en la antigua historia de Psyche. Según el libreto de esta otra obra, Syrinx representa "la última canción de Pan antes de morir". Gabriel Mourey le dice a Debussy que Syrinx era "una verdadera joya de sentimiento y emoción contenida, tristeza, belleza plástica y discreta ternura y poesía". 
Syrinx estaba pensada para tocarse fuera del escenario durante la obra y en un principio se llamaba "Flûte de Pan". Como una de las Chansons de Bilitis de Debussy ya tenía ese mismo nombre, al final se le dio el nombre en referencia al mito griego de la ninfa Siringa (Syrinx), perseguida por el dios Pan, que se había enamorado de ella. Siringa se lanzó al río Ladón y sus compañeras la convirtieron en un cañaveral para que se librara de su perseguidor. A Pan le encantó el sonido del viento entre las cañas y de ahí viene el nombre de la flauta de Pan. 

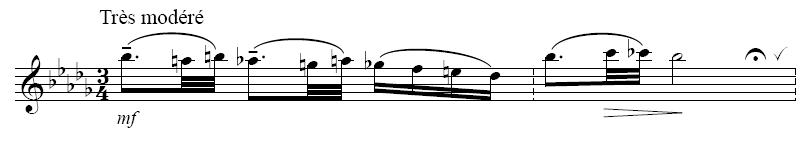
Inicio de Syrinx